# Magnetització espontània
La magnetització espontània és l'aparició d'un estat d'espín ordenat (magnetització) a un camp magnètic aplicat zero en un material ferromagnètic o ferrimagnètic per sota d'un punt crític anomenat temperatura de Curie o TC.

## Visió general
Escalfats a temperatures superiors a TC, els materials ferromagnètics es tornen paramagnètics i el seu comportament magnètic està dominat per ones d'espín o magnons, que són excitacions col·lectives de bosons amb energies en el rang meV. La magnetització que es produeix per sota de TC és un exemple de la ruptura "espontània" d'una simetria global, un fenomen descrit pel teorema de Goldstone. El terme "ruptura de simetria" es refereix a l'elecció d'una direcció de magnetització per part dels espins, que tenen una simetria esfèrica per sobre de TC, però un eix preferit (la direcció de magnetització) per sota de TC.

## Dependència de la temperatura
Per a una aproximació de primer ordre, la dependència de la temperatura de la magnetització espontània a baixes temperatures ve donada per la llei de Bloch T 3/2 :
{\displaystyle M(T)=M(0)\left(1-(T/T_{c}\right)^{3/2}),}
on M(0) és la magnetització espontània a zero absolut. La disminució de la magnetització espontània a temperatures més altes és causada per l'excitació creixent de les ones d'espín. En una descripció de partícules, les ones de spin corresponen a magnons, que són els bosons de Goldstone sense massa corresponents a la simetria trencada. Això és exactament cert per a un imant isòtrop.
L'anisotropia magnètica, és a dir, l'existència d'una direcció fàcil al llarg de la qual els moments s'alineen espontàniament en el cristall, correspon tanmateix a magnons "massius". Aquesta és una manera de dir que costen una quantitat mínima d'energia per excitar, per tant, és molt poc probable que s'entusiasmen com {\displaystyle T\rightarrow 0}. Per tant, la magnetització d'un imant anisòtrop és més difícil de destruir a baixa temperatura i la dependència de la temperatura de la magnetització es desvia en conseqüència de la llei Bloch T 3/2. Tots els imants reals són anisòtrops fins a cert punt.
A prop de la temperatura de Curie,
{\displaystyle M(T)\propto \left(T_{c}-T\right)^{\beta },}
on β és un exponent crític que depèn de la classe d'universalitat de la interacció magnètica. Experimentalment, l'exponent és 0,34 per al ferro i 0,51 per al níquel.
Una interpolació empírica dels dos règims ve donada per
{\displaystyle {\frac {M(T)}{M(0)}}=\left(1-(T/T_{c}\right)^{\alpha })^{\beta },}
és fàcil comprovar dos límits d'aquesta interpolació que segueixen lleis semblants a la llei de Bloch, per {\displaystyle T\rightarrow 0}, i el comportament crític, per {\displaystyle T\rightarrow T_{C}}, respectivament.